# Lobosporangium transversale
Lobosporangium transversale är en svampart som först beskrevs av Malloch, och fick sitt nu gällande namn av M. Blackw. & Benny 2004. Lobosporangium transversale ingår i släktet Lobosporangium och familjen Mortierellaceae.   Inga underarter finns listade i Catalogue of Life.

## Källor

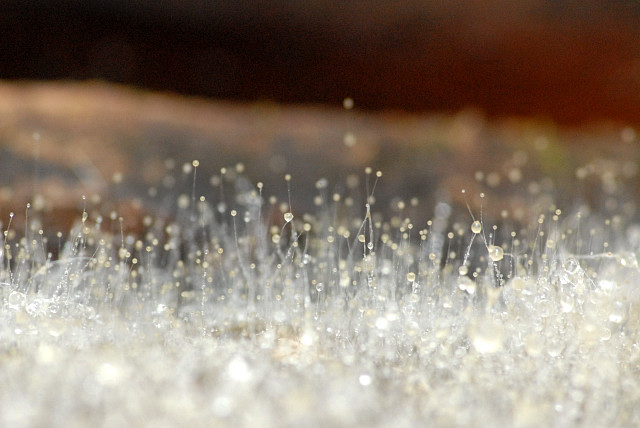